# عارف آل دالي
عارف ثابت آل دالي (12 أغسطس 1976) هو لاعب كرة قدم يمني دولي ، يجيد اللعب في مركز الدفاع.
لعب سابقاً مع نادي 22 مايو ونادي العروبة .

## روابط خارجية
- عارف آل دالي على موقع قاعدة بيانات كرة القدم.إي يو (الإنجليزية)
- عارف آل دالي على موقع ناشيونال فوتبول تيمز (الإنجليزية)
- عارف آل دالي على موقع كووورة